# 岡本牧西
岡本 牧西（おかもと ぼくさい、生没年不詳）は、戦国時代の武将。西条東城主。小少将の父として知られる。

## 生涯
天文年間（1532年-1555年）、阿波守護である細川家の家臣として100貫で西条東城主となり細川持隆（氏之）に仕える。その後、娘の小少将が持隆の側室となる。持隆の死後は、小少将が三好実休の継室となったので、牧西もその家臣となった。三好実休が討死すると出家し、名を清宗から牧西に改名した。
1582年（天正10年）に長宗我部元親が阿波へ侵攻して以降、牧西は討死したといわれているが、定かではない。